# Джен Калонита
Джен Калонита (на английски: Jen Calonita) е американска писателка на произведения в жанра любовен роман, фентъзи и чиклит.

## Биография и творчество
Дженифър „Джен“ Калонита е родена на 14 декември 1973 г. в Миниола, щата Ню Йорк. Има сестра. Пише статии в училищния вестник и списание. През 1994 г. завършва колежа Насау в Ню Йорк, а през 1996 г. завършва колежа в Бостън с бакалавърска степен по журналистика. След дипломирането си в периода 1996 – 2000 г. работи като помощник редактор в „Conde Nast“, а в периода 2000-2004 г. е журналист и редактор на развлекателното списание „Teen People“. Интервюира множество знаменитости от Рийз Уидърспун, Джъстин Тимбърлейк, Ан Хатауей до Зак Ефрон. Пише статии за „TV Guide“, „Glamour“ и „Marie Claire“. Набирайки впечатления и опит от работата си започва сама до пише романи в края на 2004 г.
Първият ѝ чиклит роман „Secrets of My Hollywood Life“ от едноименната поредица е публикуван през 2006 г.
През 2009 г. е публикуван романа ѝ „Момичешки клуб“ от поредицата „Уиспъринг Пайнс“.
Джен Калонита живее със семейството си в Мерик, Лонг Айлънд.

## Произведения
Самостоятелни романи
- Reality Check (2010)
Тийн реалити, изд.: ИК „Пан“, София (2011), прев. Мануела Манолова
- Side Effects (2014)

### Серия „Тайните на моя живот в Холивуд“ (Secrets of My Hollywood Life)
1. Secrets of My Hollywood Life (2006)
2. On Location (2007)
3. Family Affairs (2008)
4. Paparazzi Princess (2009)
5. Broadway Lights (2010)
6. There's No Place Like Home (2011)

### Серия „Уиспъринг Пайнс“ (Whispering Pines)
1. Sleepaway Girls (2009)
Момичешки клуб, изд.: ИК „Пан“, София (2010), прев. Михайла Миленкова
2. Summer State of Mind (2014)

### Серия „Красавици“ (Belles)
1. Belles (2012)
2. Winter White (2012)
3. The Grass Is Always Greener (2013)

### Серия „Приказки за поправителното училище“ (Fairy Tale Reform School)
1. Flunked (2015)
2. Charmed (2016)
3. Tricked (2017)

### Серия „ВИП“ (VIP)
1. I'm With the Band (2015)
2. Battle of the Bands (2016